# Květozobovití
Květozobovití (Dicaeidae) jsou čeledí z řádu pěvců (Passeriformes) a podřádů zpěvných (Passeri). Čeleď zahrnuje dva rody, Dicaeum a Prionochilus, které dohromady mají 48 druhů, přičemž žádný z nich není vyhynulý nebo dokonce fosilní.

## Výskyt a populace

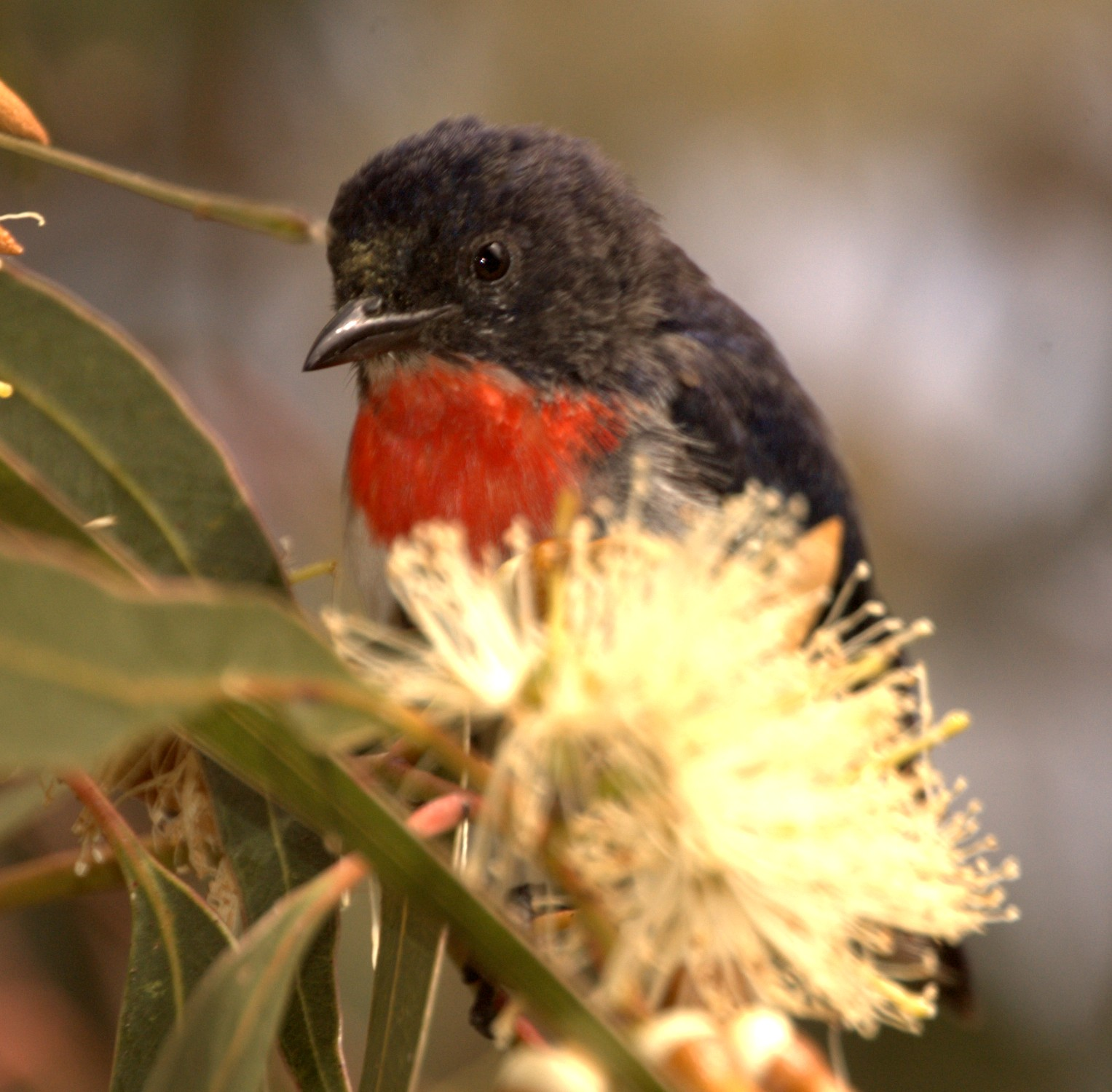
Květozob vlaštovčí

Tyto ptáky bychom našli od tropické jižní Indie, přes Austrálii až po Filipíny. Jednotlivé biotopy se liší u každého druhu, někteří květozobové dokonce tráví většinu svého života nad širým mořem.
Co se týče jejich populace, pak se jedná většinou o málo dotčené, tedy nechráněné, druhy, jen několik málo druhů jako například květozobové šarlatovoprsí jsou téměř ohrožení. Existují pouze tři výjimky, které tato pravidla nesplňují; květozob čtyřbarvý, kriticky ohrožený, dále také květozob mindorský a květozob panayský, ti jsou zranitelní.

## Charakteristika
Společným prvkem všech květozobů je stavba těla. Všechno jsou to zavalití a robustní ptáci, s krátkými krky a ještě kratšíma nohama. Velikosti jsou už ale různé, od 10 cm, které má květozob malý, až po 18 cm, které má květozob makirský. Co se hmotnosti týče, pak většinou nepřesahuje 20 gramů.
Květozobové se, jak lze již podle názvu poznat, živí nektarem z květin. Nepohrdnou ale ani bobulemi a drobným hmyzem. U většiny druhů se dá jako součást jídelníčku brát i jmelí.
Chování těchto ptáků ještě nebylo příliš studováno. Pravděpodobně se jedná o monogamní druhy, které si hledají partnery na celý život. V době hnízdění se u většiny druhů do stavění hnízd pustí jak sameček, tak samička, u některých výjimek to ale dělá pouze samička. Do hnízd pak samičky nakladou jedno až čtyři vejce.

## Podřazené taxony
- rod Dicaeum

- - Květozob šalamounský (Dicaeum aeneum)
  - Květozob proužkovaný (Dicaeum aeruginosum)
  - Květozob tlustozobý (Dicaeum agile)
  - Květozob sundský (Dicaeum annae)
  - Květozob ohnivokorunkatý (Dicaeum anthonyi)
  - Květozob celebeský (Dicaeum aureolimbatum)
  - Květozob filipínský (Dicaeum australe)
  - Květozob dvoubarvý (Dicaeum bicolor)
  - Květozob černolící (Dicaeum celebicum)
  - Květozob prostý (Dicaeum chrysorrheum)
  - Květozob ochmetový (Dicaeum concolor)
  - Květozob červenohřbetý (Dicaeum cruentatum)
  - Květozob křivozobý (Dicaeum erythrorhynchos)
  - Květozob molucký (Dicaeum erythrothorax)
  - Květozob hnědohřbetý (Dicaeum everetti)
  - Květozob bismarcký (Dicaeum eximium)
  - Květozob novoguinejský (Dicaeum geelvinkianum)
  - Květozob panayský (Dicaeum haematostictum)
  - Květozob vlaštovčí (Dicaeum hirundinaceum)
  - Květozob bzučivý (Dicaeum hypoleucum)
  - Květozob černopásý (Dicaeum igniferum)
  - Květozob indomalajský (Dicaeum ignipectus)
  - Květozob wallacejský (Dicaeum maugei)
  - Květozob žlutobřichý (Dicaeum melanoxanthum)
  - Květozob jednobarvý (Dicaeum minullum)
  - Květozob horský (Dicaeum monticolum)
  - Květozob rudotemenný (Dicaeum nehrkorni)
  - Květozob mindanajský (Dicaeum nigrilore)
  - Květozob louisiadský (Dicaeum nitidum)
  - Květozob papuánský (Dicaeum pectorale)
  - Květozob vousatý (Dicaeum proprium)
  - Květozob malý (Dicaeum pygmaeum)
  - Květozob čtyřbarvý (Dicaeum quadricolor)
  - Květozob mindorský (Dicaeum retrocinctum)
  - Květozob krvavý (Dicaeum sanguinolentum)
  - Dicaeum schistaceiceps
  - Květozob oranžovobřichý (Dicaeum trigonostigma)
  - Květozob makirský (Dicaeum tristrami)
  - Květozob šarlatovohlavý (Dicaeum trochileum)
  - Květozob srílanský (Dicaeum vincens)
  - Dicaeum virescens
  - Květozob šedobřichý (Dicaeum vulneratum)

- rod Prionochilus

- - Květozob pruhoprsý (Prionochilus maculatus)
  - Květozob olivový (Prionochilus olivaceus)
  - Květozob rudoprsý (Prionochilus percussus)
  - Květozob palawanský (Prionochilus plateni)
  - Květozob šarlatovoprsý (Prionochilus thoracicus)
  - Květozob bornejský (Prionochilus xanthopygius)